# Грибки (Митищинський міський округ)
Грибки́ (рос. Грибки) — присілок у складі Митищинського міського округу Московської області, Росія.

## Населення
Населення — 124 особи (2010; 100 у 2002).
Національний склад (станом на 2002 рік):
- росіяни — 79 %